# Paul Schneider
Paul Robert Schneider (29. srpna 1897 Pferdsfeld – 18. července 1939 Buchenwald) byl německý evangelický pastor, člen vyznavačské církve a mučedník nacistického režimu v Německu. Říká se mu také „kazatel z Buchenwaldu“.
Vystudoval teologii v Marburgu a Tübingenu. Působil nejprve jako pomocný kazatel v Essen-Altstadtu, pak jako pastor v Hochelheimu u Wetzlaru.
Po nástupu Hitlera k moci veřejně protestoval proti nacistické propagandě a vyžadoval církevní káznění členů církve, kteří se k nacistům připojili. Na nátlak NSDAP byl Paul Schneider přeložen do církevního sboru v Dickenschiedu. Tamní sbor stál svorně za ním. V roce 1937 ho zatklo gestapo. Nejdříve byl uvězněn v policejní věznici v Koblenzu, po propuštění se navzdory zákazu vrátil do svého sboru.
Byl proto znovu zatčen a odvezen do koncentračního tábora v Buchenwaldu. V táboře odmítl smeknout svoji vězeňskou čepici před vlajkou s hákovým křížem. Schneider byl více než rok držen v samovazbě, protože se jeho věznitelé báli jeho vlivu na spoluvězně. I přesto z okna své cely poskytoval vězňům na dvoře útěchu – hovořil a modlil tak hlasitě, že ho bylo slyšet i v sousedních celách. Mnoho spoluvězňů později vypovědělo, že jeho kázání je zachránila před zoufalstvím a sebevraždou. Pastor Schneider byl mučen a pokořován; na začátku léta 1939 ho například několik dní zavěšovali rukama za zády. Dne 18. července 1939 ho zavraždil vězeňský lékař injekcí strofantinu.
Schneider byl ženat s Margarete roz. Dieterich (1904–2002), s níž měl šest dětí.